# Forteresse de Jeleč
La forteresse de Jeleč (en serbe cyrillique : Средњовековни град Јелеч ; en serbe latin : Srednjovekovni grad Jeleč) est située à Grubetiće, sur le territoire de la ville de Novi Pazar et dans le district de Raška, en Serbie. Elle est inscrite sur la liste des monuments culturels de grande importance de la république de Serbie (identifiant no SK 166),,.

## Situation
La forteresse est située sur le mont Rogozna, sur le Veliki krš au nord-ouest des monts Crni vrh, à 12 km de Novi Pazar, entre les villages d'Oteš, Vojkoviće et Belanska,.

## Historique
L'époque de sa construction est inconnue ; en revanche, elle est mentionnée en 1149, lorsque l'empereur byzantin Manuel Ier Comnène s'est emparé de la citadelle de de Ras et a détruit la citadelle de Jeleč. L'archevêque Danilo II la mentionne comme l'une des résidences d'été du roi Dragutin (roi de Serbie de 1276 à 1282). Des sources affirment en outre que Jeleč a appartenu à Vojislav Vojinović puis à son fils Nikola Altomanović. Plus tard, la forteresse a appartenu à Vuk Branković (vers 1345-1397),.
En 1394, la forteresse est passée aux mains des Ottomans et elle est devenue le centre d'un vilayet ; mais, avec la fondation de Novi Pazar par Isa-bey Isaković au milieu du XVe siècle, elle a perdu son importance,. En 1530, elle est mentionnée comme une simple « fortification provinciale »,. Elle a été reconstruite en 1690 au moment de la grande guerre de Vienne (1683-1699) ; abandonnée au XVIIIe siècle, elle était en ruines dès le XIXe siècle,.

## Description
Bâtie sur un rocher escarpé, la forteresse était ceinte d'une puissante muraille épousant la configuration du terrain, avec des tours polygonales à l'est et à l'ouest ; on y entrait par le nord-ouest et par le nord-est,. À l'intérieur des murs se trouvent une grande citerne ainsi que les vestiges d'un bâtiment avec des fenêtres et ceux de plusieurs autres petits bâtiments,. Au pied de la citadelle se trouve une extension de l'ensemble appelé Podjeleč ou Mali grad qui abrite l'église du Saint-Sauveur,.